# Kraakbeenganoïden
Kraakbeenganoïden (Chondrostei) vormen een onderklasse van voornamelijk kraakbeenvissen. In deze onderorde worden 52 soorten geplaatst, onderverdeeld in twee ordes, de Steurachtigen (Acipenseriformes) en de Kwastsnoeken (Polypteriformes).
Men gaat ervan uit dat de voorouders van deze vissen uit de orde van de Beenvisachtigen (Osteichthyes) zijn ontstaan, maar dat de beenvorming door evolutie verloren is gegaan, zodat een lichter skelet ontstond. Oudere vissen kennen een beenvorming van het skelet, wat erop wijst dat dit proces eerder vertraagd is dan totaal verloren is gegaan.
Deze groep werd vroeger ingedeeld bij de haaien, waarmee ze enkele overeenkomsten hebben. Niet alleen het kraakbeenskelet, maar ook de vorm van de kaak heeft meer weg van die van een haai dan van een andere beenvisachtige. Verder hebben de vissen geen schubben.
De groep Chondrostei is polyfyletisch, omdat vissen uit deze onderklasse niet allen afstammen van één gemeenschappelijke voorouder. Herclassificering van deze groep is daarom nog mogelijk.
De naam komt uit het Grieks, χόνδρος chóndros betekent "kraakbeen" en ὀστέον ostéon betekent "been".

## Taxonomie
Vanwege het parafyletische karakter is de onderverdeling niet onomstreden. De volgende (grotendeels uitgestorven) ordes worden vaak binnen deze onderklasse ingedeeld:
- Cheirolepidiformes  †
- Palaeonisciformes  †
- Tarrasiiformes  †
- Guildayichthyiformes  †
- Phanerorhynchiformes  †
- Saurichthyiformes  †
- Acipenseriformes
- Ptycholepiformes  †
- Pholidopleuriformes  †
- Perleidiformes  †
- Luganoiiformes  †
- Polypteriformes